# Alexander-Keiller-Museum

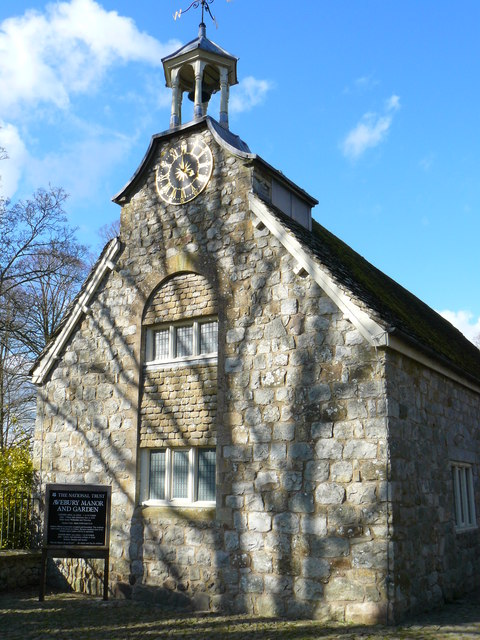
Alexander-Keiller-Museum, 2008

Das Alexander-Keiller-Museum ist ein archäologisches Museum in Avebury, England. Es wurde 1938 gegründet. Ausgestellt werden unter anderem die Funde, die der Amateur-Archäologe Alexander Keiller (1889–1955) bei Ausgrabungen in der Umgegend von 1925 bis 1939 machte. Zu den Exponaten zählt das Skelett eines prähistorischen dreijährigen Kindes, bekannt als Charlie.